# Finasteride
Finasteride, được bán dưới tên thương hiệu Proscar và Propecia trong số những nhãn khác, là một loại thuốc được sử dụng chủ yếu để điều trị tuyến tiền liệt mở rộng hoặc rụng tóc ở nam giới. Nó cũng có thể được sử dụng để điều trị tăng trưởng tóc quá mức ở phụ nữ và là một phần của liệu pháp hormone cho phụ nữ chuyển giới. Nó được đưa vào cơ thể qua đường miệng.
Tác dụng phụ nói chung là nhẹ. Một số đàn ông bị rối loạn chức năng tình dục, trầm cảm, lo lắng hoặc vú nở rộng. Nó cũng có thể làm tăng nguy cơ mắc một số dạng ung thư tuyến tiền liệt. Finasteride là một chất ức chế 5α-reductase, và do đó là một chất chống oxy hóa. Nó hoạt động bằng cách giảm sản xuất dihydrotestosterone (DHT) khoảng 70%, bao gồm cả tuyến tiền liệt và da đầu.
Finasteride được cấp bằng sáng chế vào năm 1984 và được chấp thuận cho sử dụng y tế vào năm 1992. Nó có sẵn như là một loại thuốc gốc. Một tháng cung cấp tại Vương quốc Anh tiêu tốn của NHS khoảng 0,89 bảng mỗi tháng tính đến năm 2019. Tại Hoa Kỳ, chi phí bán buôn của số thuốc này là khoảng 2,34 USD. Năm 2016, đây là loại thuốc được kê đơn nhiều thứ 75 tại Hoa Kỳ với hơn 10 triệu đơn thuốc.

## Sử dụng trong y tế

### Tiền liệt tuyến phì đại
Các bác sĩ đôi khi kê toa finasteride để điều trị tăng sản tuyến tiền liệt lành tính (BPH), được gọi một cách không chính thức là tuyến tiền liệt mở rộng. Finasteride có thể cải thiện các triệu chứng liên quan đến BPH như khó tiểu, thức dậy vào ban đêm để đi tiểu, do dự khi bắt đầu và kết thúc tiểu tiện, và giảm lưu lượng nước tiểu. Nó cung cấp giảm triệu chứng ít hơn so với các thuốc chẹn alpha-1 như tamsasmin và giảm triệu chứng khởi phát chậm hơn (có thể cần sáu tháng điều trị bằng finasteride để xác định kết quả điều trị). Lợi ích triệu chứng chủ yếu được thấy ở những người có thể tích tuyến tiền liệt> 40 cm 3. Trong các nghiên cứu dài hạn finasteride nhưng không ức chế alpha-1 làm giảm nguy cơ bí tiểu cấp tính (−57% sau 4 năm) và nhu cầu phẫu thuật (−54% sau 4 năm). Nếu ngưng thuốc, mọi lợi ích điều trị sẽ bị đảo ngược trong vòng khoảng 6-8 tháng.

### Ung thư tuyến tiền liệt
Một đánh giá của Cochrane năm 2010 cho thấy giảm 25 hoặc 26% nguy cơ phát triển ung thư tuyến tiền liệt với hóa trị liệu ức chế 5α-reductase. Một nghiên cứu tiếp theo về tuyên bố của Medicare về những người tham gia Thử nghiệm phòng chống ung thư tuyến tiền liệt kéo dài 10 năm cho thấy giảm đáng kể nguy cơ ung thư tuyến tiền liệt được duy trì ngay cả sau khi ngừng điều trị. Tuy nhiên, các chất ức chế 5α-reductase đã được tìm thấy làm tăng nguy cơ phát triển một số dạng ung thư tuyến tiền liệt hiếm gặp nhưng tích cực (tăng 27% nguy cơ), mặc dù không phải tất cả các nghiên cứu đều quan sát thấy điều này. Ngoài ra, không có tác động tiêu cực của chất ức chế 5-a-reductase đến tỷ lệ sống sót của những người bị ung thư tuyến tiền liệt.